# Iksabepilon
Iksabepilon – organiczny związek chemiczny, półsyntetyczny analog epotilonu B, należący do grupy epotilonów. Jest on substratem enzymu CYP3A4.

## Mechanizm działania
Iksabepilon, wiążąc się bezpośrednio z podjednostką beta-tubuliny, upośledza funkcję mikrotubuli.

## Leczenie
W październiku 2007 amerykańska Agencja Żywności i Leków zarejestrowała pierwszy epotilon – iksabepilon (Ixempra, Bristol-Myers Squibb) – do leczenia miejscowo zaawansowanego lub rozsianego raka sutka w monoterapii lub w skojarzeniu z kapecytabiną u chorych uprzednio leczonych antracyklinami i taksanami.